# Antaplaga comstocki
Antaplaga comstocki là một loài bướm đêm trong họ Noctuidae.